# Медаль Дага Хаммаршельда
Медаль Дага Хаммаршельда (англ. The Dag Hammarskjöld Medal) — особая награда Организации Объединённых Наций для посмертного награждения миротворцев ООН, погибших при исполнении своих обязанностей. Медаль названа в честь генерального секретаря ООН Дага Хаммаршёльда (1905—1961), погибшего в Северной Родезии во время миротворческой операции ООН в Конго.

## История
Совет Безопасности ООН своей резолюцией 1121 (1997) от 22 июля 1997 года постановил учредить медаль Дага Хаммаршельда в дань памяти о пожертвовавших своей жизнью участниках операций по поддержанию мира под оперативным контролем и руководством Организации Объединённых Наций.
Генеральный секретарь ООН, в исполнение этой резолюции, своим бюллетенем от 1 декабря 2000 года, вступившим в силу с 1 января 2001 года, утвердил учреждение медали и её положение, для награждения всех военных, полицейских, гражданских и добровольных сотрудников операций Организации Объединённых Наций по поддержанию мира, погибших во время службы в составе таких операций (за исключением случаев смерти в результате своих проступков или преступных деяний, совершённых в период нахождения в составе операции ООН).
Медаль вручается родственникам награждённого, которые имеют право демонстрировать медаль на мероприятиях, посвящённых награждённому лицу или миротворцам Организации Объединённых Наций. Первая медаль была вручена 6 октября 1998 года семье Дага Хаммаршельда. Второй медалью был посмертно награждён Рене де Лабарьер, военный наблюдатель ОНВУП, ставший первым миротворцем, погибшим в ходе операции ООН по поддержанию мира (в 1948 году). Третья медаль была вручена семье графа Фольке Бернадота, посредника ООН в Палестине, погибшего 17 сентября 1948 года.
Церемония награждения медалью проводится ежегодно 29 мая, в Международный день миротворцев Организации Объединённых Наций.
По данным ООН, в период с 1948 года (начало первой миротворческой миссии) по 31 октября 2016 года погибло 3517 миротворцев ООН.

## Внешний вид медали
Медаль представляет собой эллипсоид из прозрачного бесцветного свинцового хрусталя, размером 73 мм x 63,5 мм x 42,8 мм, на котором выгравированы: на верхней плоскости — имя и дата гибели награждённого, на нижней плоскости — эмблема Организации Объединённых Наций, на торцах — надписи на английском и французском языках: The Dag Hammarskjöld Medal. In Service of Peace / Médaille Dag Hammarskjöld au service de la paix («Медаль Дага Хаммаршельда. На службе мира»).
Эллипсоид с приложенной к нему лентой голубого цвета укладываются на чёрную бархатную подушечку, вложенную в картонный футляр голубого цвета, на котором выдавлена эмблема ООН.